# Cesonia irvingi
Cesonia irvingi е вид паяк от семейство Gnaphosidae.

## Разпространение
Видът е разпространен в Бахамски острови и САЩ (Флорида).